# Esmael Barari
Esmael Barari (persa: اسماعیل براری ); (nascut el 1965), és un cineasta, director de cinema, guionista, editor de cinema i productor de cinema iranià.
És director del World Iranian Film Center, membre de la Unió de Productors de Cinema Iranians i membre del jurat internacional de la Mostra de València.

## Carrera cinematogràfica
Esmael Barari es va graduar en cinema per la Art University. El 1988, el seu curtmetratge, Reaction, va guanyar el primer premi al primer Festival Nacional de Cinema d'Estudiants de Teheran i la placa de plata al Festival de Nacions d'Ebensee de 1989. Els seus altres curtmetratges són Nader's Gift (1989) i Loneliness And The Cold (1990), que es va presentar al FIPA Canes-91 i va rebre la Papallona de Plata a la millor pel·lícula al 5è Festival Internacional de Cinema i Vídeo per a Infants i Joves. Fins ara ha realitzat més de 20 llargmetratges, documentals i curtmetratges i sèries de televisió. El seu germà petit, Ahmad Barari, és professor d'enginyeria mecànica a l'Institut de Tecnologia de la Universitat d'Ontario (UOIT) al Canadà.

## Estil cinematogràfic
Barari forma part d'una generació de cineastes del Cinema iranià modern, un moviment cinematogràfic persa que va començar a la dècada de 1980 i inclou directors pioners com Mohsen Makhmalbaf, Amir Naderi, Abolfazl Jalili, Jafar Panahi, Bahman Ghobadi, Rakhshan Bani-E'temad i Majid Majidi. Els cineastes comparteixen moltes tècniques comunes, com ara l'ús del diàleg poètic i la narració al·legòrica que tracten qüestions polítiques i filosòfiques amb pel·lícules narratives d'estil documental.
Les obres de Barari estan influenciades pel documentalista Morteza Avini i el director de cinema narratiu Abbas Kiarostami, que té fama d'utilitzar protagonistes infantils, per a pel·lícules narratives d'estil documental, per a històries que tenen lloc als pobles rurals i per converses que es desenvolupen dins dels cotxes, utilitzant càmeres estacionàries. També és conegut pel seu ús de la poesia iraniana contemporània en els diàlegs, títols i temes de les seves pel·lícules.
"Barari és la descendència sense vernis de Kiarostami i Hitchcock!"

## Filmografia
- Shahr dar dast-e bacheha (1991)
- The Nest (1992, prohibida)
- Jahannam-e sabz (1996)
- The Devil's Dance (2000)
- Kavir-e marg (2004, prohibida) Premi del Pública a la Seminci de 2004, Spain; Winner of Audience Award Best Film[4]
- Rooz-e Baran (2007)
- Maryam's Report (2005/2011,Banned/Disbanded)
- The Twelve Chairs (2011)

## Referènciee
1. ↑  «Home». wifc.org. Arxivat de l'original el 2010-07-08. [Consulta: 1r abril 2011].
2. ↑  «Dead Heat under the Shrubs at 2005 INDIANAPOLIS INTERNATIONAL FILM FESTIVAL». Arxivat de l'original el 2009-02-08. [Consulta: 1r abril 2011].
3. ↑  «World Iranian Film Center».   2005 Indianapolis International Film Festival lineup. Arxivat de l'original el 2024-09-02. [Consulta: 2 setembre 2024].
4. ↑  «49th Valladolid International Film Festival». Arxivat de l'original el 2016-03-04. [Consulta: 2 setembre 2024].